# McCabe și doamna Miller
McCabe și doamna Miller (titlul original: în engleză McCabe & Mrs. Miller) este un film western american din 1971 regizat de Robert Altman. În rolurile principale joacă actorii Warren Beatty, Julie Christie, Rene Auberjonois, Michael Murphy și William Devane.
Scenariul este scris de Altman & Brian McKay după romanul McCabe de Edmund Naughton.
Director de imagine este Vilmos Zsigmond și coloana sonoră include trei piese scrise de Leonard Cohen de pe albumul său Songs of Leonard Cohen din 1967. Fiind unul dintre filmele naturaliste ale lui Altman, regizorul l-a caracterizat ca fiind un film anti-western deoarece filmul ignoră sau subminează un număr de convenții privind acest gen de producții.
În 1972 a fost nominalizat la Premiul Oscar pentru cea mai bună actriță în rol principal (Julie Christie).

## Prezentare
Acțiunea filmului are loc în mijlocul iernii, în Vestul Sălbatic. Carismaticul John McCabe sosește într-un proaspăt oraș din Nord-Vest ca să înființeze un bordel și o tavernă. Acesta strânsese o mică avere ca jucător de cărți și de asemena se lăuda că a ucis un faimos pistolar de care nimeni n-a auzit. Perspicacea doamnă Miller, o femeie profesionistă în organizarea bordelurilor, ajunge la scurt timp după începerea construcției. Ea se oferă să-și folosească experiența sa pentru a-l ajuta pe McCabe în activitățile sale, contra unui procent din profituri. Bordelul începe să prospere iar McCabe și doamna Miller se apropie unul de altul, în ciuda gândirii și filozofiei lor diferite. În curând, cu toate acestea, depozitele miniere de zinc ale oraș atrag atenția unei mari corporații, care dorește să cumpere proprietățile lui McCabe alături de celelalte terenuri și construcții. El refuză de două ori oferta reprezentanților companiei. Decizia aceasta are repercusiuni majore asupra sa, a doamnei Miller și a orașului. Compania angajează trei pistolari și filmul se termină cu lupta acestora cu McCabe în mijlocul unei ninsori sălbatice, luptă în care mor toți patru și biserica este incendiată.

## Actori
- Warren Beatty - John McCabe
- Julie Christie - Constance Miller
- Rene Auberjonois - Sheehan
- William Devane - the Lawyer
- John Schuck - Smalley
- Corey Fischer - Mr. Elliot
- Bert Remsen- Bart Coyle
- Shelley Duvall - Ida Coyle
- Keith Carradine - Cowboy
- Michael Murphy - Sears
- Hugh Millais - Butler
- Jace Van Der Veen - Breed
- Jackie Crossland - Lily
- Elizabeth Murphy - Kate
- Carey Lee McKenzie - Alma
- Thomas Hill - Archer
- Linda Sorenson - Blanche
- Elisabeth Knight - Birdie
- Janet Wright - Eunice
- Maysie Hoy - Maisie
- Linda Kupecek - Ruth
- Jeremy Newson - Jeremy Berg
- Wayne Robson - Bartender
- Jack Riley - Riley Quinn
- Robert Fortier - Town Drunk
- Wayne Grace - Barman